# Campionatul Mondial de Handbal Feminin din 2015 - Echipele
Acest articol prezintă echipele care au luat parte la Campionatul Mondial de Handbal Feminin din 2015, desfășurat în Danemarca, a 22-a ediție a acestei competiții. Fiecare echipă a avut maximum 18 jucătoare, din care maximum 16 au putut fi înscrise pe foaia de joc a fiecărui meci.

## Grupa A

### Danemarca
O echipă de 19 jucătoare a fost anunțată pe 9 noiembrie 2015. Pe 21 noiembrie 2015, Simone Böhme a înlocuit-o pe Anne Mette Pedersen din cauza unei accidentări minore, deși Pedersen era probabil aptă de joc. Pe 25 noiembrie 2015, echipa a fost redusă la 17 handbaliste. Pe 29 noiembrie 2015, echipa a fost redusă la 15 jucătoare, lăsându-se un loc liber. Pedersen a fost din nou inclusă pe 5 decembrie 2015. Pe 7 decembrie, Lotte Grigel a trebuit să se retragă din cauza unei accidentări serioase, iar Anna Sophie Okkels a fost anunțată drept înlocuitoare. Pe 17 decembrie, Mette Iversen Sahlholdt a înlocuit-o pe lista de 16 pe Anna Sophie Okkels, din cauza unei accidentări minore a Sandrei Toft.
În final, echipa a cuprins 16 handbaliste, la care s-au adăugat cele două rezerve aduse la echipă în perioada competiției.
Antrenor principal: Klavs Bruun Jørgensen
Antrenor secund: Søren Herskind
| Nr. | Post            | Nume                    | Data nașterii (vârsta) | Înălțime | Selecții | Goluri | Echipă             |
| --- | --------------- | ----------------------- | ---------------------- | -------- | -------- | ------ | ------------------ |
| 1   | Portar          | Sandra Toft             | 18 octombrie 1989      | 1,76 m   | 57       | 0      | Larvik HK          |
| 2   | Inter stânga    | Rikke Skov              | 7 septembrie 1980      | 1,81 m   | 140      | 379    | Viborg HK          |
| 4   | Centru          | Anna Okkels R           | 23 martie 1990         | 1,78 m   | 19       | 30     | SK Aarhus          |
| 6   | Extremă dreapta | Anne Pedersen           | 25 octombrie 1992      | 1,75 m   | 11       | 18     | København Håndbold |
| 7   | Extremă stânga  | Maria Fisker            | 3 octombrie 1990       | 1,70 m   | 60       | 167    | CSM București      |
| 8   | Inter stânga    | Anne Mette Hansen       | 25 august 1994         | 1,77 m   | 33       | 49     | København Håndbold |
| 11  | Pivot           | Mette Gravholt          | 12 decembrie 1984      | 1,72 m   | 53       | 131    | NFH                |
| 14  | Centru          | Lotte Grigel R          | 5 aprilie 1991         | 1,65 m   | 55       | 102    | Team Esbjerg       |
| 15  | Inter stânga    | Pernille Holmsgaard     | 6 septembrie 1984      | 1,84 m   | 123      | 118    | København Håndbold |
| 16  | Portar          | Mette Iversen Sahlholdt | 22 iulie 1977          | 1,77 m   | 39       | 0      | NFH                |
| 17  | Pivot           | Stine Bodholt Nielsen   | 8 noiembrie 1989       | 1,76 m   | 11       | 11     | Team Esbjerg       |
| 19  | Inter dreapta   | Line Jørgensen          | 31 decembrie 1989      | 1,86 m   | 124      | 314    | CSM București      |
| 20  | Portar          | Rikke Poulsen           | 20 aprilie 1986        | 1,77 m   | 59       | 0      | Viborg HK          |
| 21  | Centru          | Kristina Kristiansen    | 13 iulie 1989          | 1,63 m   | 116      | 328    | NFH                |
| 23  | Extremă stânga  | Ann Grete Nørgaard      | 15 septembrie 1983     | 1,62 m   | 126      | 522    | Viborg HK          |
| 25  | Extremă dreapta | Trine Østergaard Jensen | 17 octombrie 1991      | 1,65 m   | 49       | 68     | FCM Håndbold       |
| 27  | Inter dreapta   | Louise Burgaard         | 17 octombrie 1992      | 1,78 m   | 71       | 180    | FCM Håndbold       |
| 28  | Inter stânga    | Stine Jørgensen         | 3 septembrie 1990      | 1,80 m   | 79       | 193    | FCM Håndbold       |

R Handbaliste retrase de la echipă în perioada competiției;

### Japonia
Echipa a cuprins 16 handbaliste, la care s-au adăugat două rezerve aduse la echipă în perioada competiției.
Antrenor principal: Masamichi Kuriyama
Antrenor secund: Mikio Furuhashi
| Nr. | Post            | Nume            | Data nașterii (vârsta) | Înălțime | Selecții | Goluri | Echipă                     |
| --- | --------------- | --------------- | ---------------------- | -------- | -------- | ------ | -------------------------- |
| 1   | Portar          | Kimiko Hida     | 26 septembrie 1977     | 1,70 m   | 99       | 0      | Sony Semiconductor         |
| 3   | Extremă dreapta | Megumi Honda    | 14 iulie 1986          | 1,59 m   | 74       | 169    | Sony Semiconductor         |
| 5   | Centru          | Mineko Tanaka   | 14 ianuarie 1975       | 1,60 m   | 143      | 607    | Sony Semiconductor         |
| 6   | Inter dreapta   | Mikako Ishino   | 11 noiembrie 1988      | 1,67 m   | 2        | 3      | Hokkoku Bank               |
| 9   | Pivot           | Kaoru Yokoshima | 11 decembrie 1985      | 1,62 m   | 52       | 124    | Hokkoku Bank               |
| 10  | Inter dreapta   | Shio Fujii      | 27 martie 1985         | 1,64 m   | 110      | 555    | Japan Handball Association |
| 14  | Centru          | Aya Yokoshima R | 3 iulie 1990           | 1,62 m   | 13       | 33     | Hokkoku Bank               |
| 15  | Inter dreapta   | Yui Sunami      | 7 iunie 1991           | 1,62 m   | 17       | 52     | Hokkoku Bank               |
| 17  | Inter stânga    | Yuko Arihama R  | 18 august 1984         | 1,78 m   | 133      | 345    | Omron Corporation          |
| 18  | Extremă stânga  | Yuki Tanabe     | 25 august 1989         | 1,70 m   | 30       | 94     | Fehérvár KC                |
| 19  | Extremă dreapta | Ayaka Ikehara   | 24 septembrie 1990     | 1,57 m   | 11       | 15     | MIE violet' IRIS           |
| 20  | Centru          | Mayuko Ishitate | 18 ianuarie 1987       | 1,66 m   | 66       | 9140   | Fehérvár KC                |
| 22  | Portar          | Kaori Fujima    | 6 iulie 1982           | 1,73 m   | 79       | 0      | Omron Corporation          |
| 24  | Inter stânga    | Nozomi Hara     | 9 martie 1991          | 1,70 m   | 34       | 84     | MIE violet' IRIS           |
| 26  | Centru          | Anna Kawamura   | 26 octombrie 1991      | 1,67 m   | 13       | 18     | Sony Semiconductor         |
| 28  | Pivot           | Shiori Nagata   | 24 octombrie 1987      | 1,71 m   | 54       | 38     | Omron Corporation          |
| 29  | Extremă stânga  | Anri Matsumura  | 21 iunie 1991          | 1,68 m   | 14       | 61     | Hiroshima Maplereds        |
| 30  | Portar          | Sakura Kametani | 7 ianuarie 1987        | 1,74 m   | 3        | 0      | Vipers Kristiansand        |

R Handbaliste retrase de la echipă în perioada competiției;

### Muntenegru
O a 17-a jucătoare a fost anunțată pe 16 noiembrie 2015. În final, echipa a cuprins 16 handbaliste.
Antrenor principal: Dragan Adžić
Antrenor secund: Vlatko Đonović
| Nr. | Post            | Nume                | Data nașterii (vârsta) | Înălțime | Selecții | Goluri | Echipă                  |
| --- | --------------- | ------------------- | ---------------------- | -------- | -------- | ------ | ----------------------- |
| 1   | Portar          | Marina Vukčević     | 24 august 1993         | 1,78 m   | 76       | 0      | Metz Handball           |
| 3   | Extremă stânga  | Biljana Pavićević   | 12 mai 1988            | 1,70 m   | 41       | 61     | ŽRK Budućnost Podgorica |
| 4   | Extremă dreapta | Jovanka Radičević   | 23 octombrie 1986      | 1,69 m   | 120      | 621    | ŽRK Vardar              |
| 8   | Inter stânga    | Marija Jovanović    | 26 decembrie 1985      | 1,82 m   | 115      | 467    | Issy-Paris Hand         |
| 9   | Inter stânga    | Đurđina Jauković    | 24 februarie 1997      | 1,85 m   | 17       | 19     | ŽRK Budućnost Podgorica |
| 12  | Portar          | Alma Hasanić        | 13 mai 1989            | 1,76 m   | 4        | 0      | Larvik HK               |
| 14  | Extremă stânga  | Ivona Pavićević     | 21 aprilie 1996        | 1,67 m   | 5        | 0      | ŽRK Budućnost Podgorica |
| 15  | Inter dreapta   | Andrea Klikovac     | 5 mai 1991             | 1,74 m   | 36       | 9      | ŽRK Vardar              |
| 22  | Portar          | Sonja Barjaktarović | 11 septembrie 1986     | 1,80 m   | 115      | 0      | Bursa Nilüfer BK        |
| 26  | Pivot           | Suzana Lazović      | 28 ianuarie 1992       | 1,76 m   | 83       | 100    | ŽRK Budućnost Podgorica |
| 32  | Inter dreapta   | Katarina Bulatović  | 15 noiembrie 1984      | 1,86 m   | 56       | 337    | ŽRK Budućnost Podgorica |
| 66  | Pivot           | Ema Ramusović       | 28 noiembrie 1996      | 1,82 m   | 16       | 9      | ŽRK Budućnost Podgorica |
| 77  | Extremă stânga  | Majda Mehmedović    | 25 mai 1990            | 1,69 m   | 81       | 159    | ŽRK Budućnost Podgorica |
| 80  | Centru          | Jelena Despotović   | 30 aprilie 1994        | 1,83 m   | 33       | 21     | Debreceni VSC           |
| 90  | Inter stânga    | Milena Raičević     | 12 martie 1990         | 1,78 m   | 108      | 300    | ŽRK Budućnost Podgorica |
| 96  | Centru          | Itana Grbić         | 1 septembrie 1996      | 1,69 m   | 2        | 1      | ŽRK Vardar              |

### Serbia
O a 17-a jucătoare a fost anunțată pe 19 noiembrie 2015. În final, echipa a cuprins 16 handbaliste, la care s-a adăugat o rezervă adusă în perioada competiției.
Antrenor principal: Saša Bošković
Antrenor secund: Živojin Maksić
| Nr. | Post            | Nume                  | Data nașterii (vârsta) | Înălțime | Selecții | Goluri | Echipă                  |
| --- | --------------- | --------------------- | ---------------------- | -------- | -------- | ------ | ----------------------- |
| 2   | Extremă stânga  | Sanja Radosavljević   | 15 ianuarie 1994       | 1,70 m   | 18       | 25     | ŽRK Radnički Kragujevac |
| 3   | Extremă dreapta | Katarina Krpež Slezak | 9 mai 1988             | 1,68 m   | 103      | 211    | Érdi VSE                |
| 5   | Inter stânga    | Jelena Trifunović     | 4 august 1991          | 1,79 m   | 39       | 80     | Trabzonspor Hentbol     |
| 8   | Inter dreapta   | Dijana Števin         | 23 octombrie 1986      | 1,78 m   | 54       | 113    | Cercle Dijon Bourgogne  |
| 9   | Inter dreapta   | Jelena Živković       | 6 iulie 1991           | 1,84 m   | 63       | 99     | SCM Craiova             |
| 11  | Centru          | Ivana Prijović        | 4 februarie 1992       | 1,76 m   | 4        | 0      | ŽRK Radnički Kragujevac |
| 15  | Inter dreapta   | Anđela Janjušević     | 18 iunie 1995          | 1,78 m   | 13       | 4      | ŽRK Radnički Kragujevac |
| 16  | Portar          | Jovana Risović        | 3 octombrie 1993       | 1,70 m   | 55       | 2      | ŽRK Radnički Kragujevac |
| 17  | Pivot           | Sanja Rajović         | 18 mai 1981            | 1,74 m   | 87       | 123    | ŽRK Izvor               |
| 20  | Centru          | Tamara Georgijev      | 6 septembrie 1992      | 1,72 m   | 13       | 9      | Ardeșen GSK             |
| 21  | Extremă stânga  | Dijana Radojević      | 2 aprilie 1990         | 1,70 m   | 17       | 24     | ŽORK Jagodina           |
| 26  | Inter stânga    | Biljana Bandelier     | 12 ianuarie 1986       | 1,89 m   | 50       | 96     | Fehérvár KC             |
| 27  | Portar          | Nina Kolundžić        | 29 ianuarie 1990       | 1,86 m   | 1        | 0      | Sloga Petrovac          |
| 28  | Portar          | Ana Kačarević R       | 18 iunie 1984          | 1,78 m   | 33       | 1      | ŽRK Izvor               |
| 33  | Inter stânga    | Jovana Stoiljković    | 30 septembrie 1988     | 1.92 m   | 55       | 102    | HBC Nantes              |
| 71  | Centru          | Kristina Liščević     | 20 octombrie 1989      | 1.63 m   | 57       | 60     | Váci NKSE               |
| 83  | Pivot           | Marija Petrović       | 18 martie 1994         | 1.85 m   | 5        | 4      | ŽRK Izvor               |

R Handbalistă retrasă de la echipă în perioada competiției;

### Tunisia
O primă echipă de 18 jucătoare, care nu cuprindea și handbalistele ce jucau în ligile europene, a fost anunțată pe 17 noiembrie 2015. Echipa completă de 18 jucătoare a fost făcută publică pe 22 noiembrie 2015. Echipa finală a fost anunțată pe 4 decembrie 2015.
În final, echipa a cuprins 16 handbaliste.
Antrenor: Mohamed Riadh Sanaa
| Nr. | Post            | Nume                 | Data nașterii (vârsta) | Înălțime | Selecții | Goluri | Echipă                 |
| --- | --------------- | -------------------- | ---------------------- | -------- | -------- | ------ | ---------------------- |
| 1   | Portar          | Nesrine Hamza        | 23 octombrie 1993      | 1,74 m   | 30       | 0      | ASF Mahdia             |
| 4   | Extremă stânga  | Elhem Gherissi       | 5 iulie 1991           | 1,68 m   | 39       | 114    | ASF Mahdia             |
| 9   | Inter dreapta   | Saida Rejeb          | 21 martie 1994         | 1,74 m   | 31       | 52     | Olympique de Gafsa     |
| 10  | Inter stânga    | Raja Toumi           | 3 aprilie 1978         | 1,79 m   | 230      | 982    | Club Africain          |
| 11  | Extremă stânga  | Boutheïna Amiche     | 12 septembrie 1990     | 1,72 m   | 26       | 55     | Mégrine SHBF           |
| 12  | Portar          | Echraf Abdallah      | 14 ianuarie 1987       | 1,81 m   | 38       | 0      | Club Africain          |
| 13  | Extremă dreapta | Fatma Sfar-Ben-Chker | 20 martie 1994         | 1,70 m   | 76       | 198    | ASF Mahdia             |
| 14  | Pivot           | Mouna Jlezi          | 22 iunie 1991          | 1,73 m   | 3        | 2      | Club Africain          |
| 15  | Pivot           | Rakia Rezgui         | 26 august 1996         | 1,80 m   | 39       | 62     | ASE Ariana             |
| 17  | Inter stânga    | Chaïma Jouini        | 2 iulie 1996           | 1,73 m   | 17       | 60     | Club Africain          |
| 20  | Centru          | Mouna Chebbah        | 8 iulie 1982           | 1,76 m   | 225      | 963    | Handball Cercle Nîmes  |
| 24  | Inter stânga    | Ines Khouildi        | 11 martie 1985         | 1,83 m   | 113      | 250    | Molde HK               |
| 25  | Inter dreapta   | Oumayma Dardour      | 6 ianuarie 1996        | 1,78 m   | 26       | 63     | Club Africain          |
| 30  | Extremă dreapta | Amal Hamrouni        | 16 iunie 1995          | 1,56 m   | 54       | 229    | Club Africain          |
| 44  | Pivot           | Manel Kouki          | 4 februarie 1988       | 1,80 m   | 73       | 163    | Mégrine SHBF           |
| 85  | Portar          | Noura Ben Slama      | 23 februarie 1985      | 1,76 m   | 39       | 0      | Cercle Dijon Bourgogne |

### Ungaria
O echipă de 19 jucătoare a fost anunțată pe 23 noiembrie 2015. A fost redusă la 18 pe 2 decembrie 2015. Echipa finală a fost făcută publică pe 5 decembrie 2015.
În final, echipa a cuprins 16 handbaliste, la care s-a adăugat o rezervă adusă în perioada competiției.
Antrenor: András Németh
| Nr. | Post            | Nume                | Data nașterii (vârsta) | Înălțime | Selecții | Goluri | Echipă                 |
| --- | --------------- | ------------------- | ---------------------- | -------- | -------- | ------ | ---------------------- |
| 2   | Inter stânga    | Szandra Zácsik      | 22 aprilie 1990        | 1,83 m   | 32       | 98     | Ferencvárosi TC        |
| 5   | Inter stânga    | Krisztina Triscsuk  | 17 iulie 1985          | 1,76 m   | 35       | 95     | Dunaújvárosi Kohász KA |
| 7   | Centru          | Zita Szucsánszki    | 22 mai 1987            | 1,72 m   | 121      | 368    | Ferencvárosi TC        |
| 8   | Centru          | Anikó Kovacsics     | 29 august 1991         | 1,70 m   | 75       | 143    | Győri Audi ETO KC      |
| 10  | Inter stânga    | Anita Bulath R      | 20 septembrie 1983     | 1,77 m   | 101      | 237    | Dunaújvárosi Kohász KA |
| 13  | Centru          | Anita Görbicz       | 13 mai 1983            | 1,73 m   | 205      | 1000   | Győri Audi ETO KC      |
| 16  | Portar          | Blanka Bíró         | 22 septembrie 1994     | 1,85 m   | 22       | 1      | Váci NKSE              |
| 18  | Pivot           | Piroska Szamoránsky | 9 iulie 1986           | 1,71 m   | 137      | 270    | Ferencvárosi TC        |
| 21  | Portar          | Éva Kiss            | 10 iulie 1987          | 1,89 m   | 58       | 1      | Győri Audi ETO KC      |
| 22  | Extremă dreapta | Bernadett Bódi      | 9 martie 1986          | 1,75 m   | 113      | 198    | Győri Audi ETO KC      |
| 23  | Inter stânga    | Klára Szekeres      | 1 decembrie 1987       | 1,83 m   | 59       | 24     | Ferencvárosi TC        |
| 24  | Pivot           | Szabina Mayer       | 24 martie 1988         | 1,70 m   | 31       | 41     | Fehérvár KC            |
| 30  | Inter dreapta   | Szimonetta Planéta  | 12 decembrie 1993      | 1,98 m   | 31       | 38     | Győri Audi ETO KC      |
| 31  | Inter stânga    | Dóra Hornyák        | 24 ianuarie 1992       | 1,76 m   | 8        | 10     | Ferencvárosi TC        |
| 44  | Extremă stânga  | Ildikó Erdősi       | 14 septembrie 1989     | 1,71 m   | 19       | 43     | Siófok KC              |
| 83  | Extremă dreapta | Mónika Kovacsicz    | 20 noiembrie 1983      | 1,71 m   | 149      | 342    | Ferencvárosi TC        |
| 87  | Inter dreapta   | Zsuzsanna Tomori    | 18 iunie 1987          | 1,86 m   | 142      | 392    | Győri Audi ETO KC      |

R Handbalistă retrasă de la echipă în perioada competiției;

## Grupa B

### Angola
O echipă de 18 jucătoare a fost anunțată pe 5 noiembrie 2015. În final, echipa a cuprins 16 handbaliste.
Antrenor principal: João Florêncio
Antrenori secunzi: Pedro Neto, António Lopes
| Nr. | Post            | Nume              | Data nașterii (vârsta) | Înălțime | Selecții | Goluri | Echipă                  |
| --- | --------------- | ----------------- | ---------------------- | -------- | -------- | ------ | ----------------------- |
| 1   | Portar          | Teresa Almeida    | 5 aprilie 1988         | 1,82 m   | 26       | 0      | Petro de Luanda         |
| 2   | Pivot           | Liliana Venâncio  | 19 septembrie 1995     | 1,86 m   | 0        | 0      | 1º de Agosto            |
| 4   | Extremă stânga  | Marta Santos      | 25 decembrie 1988      | 1,69 m   | 19       | 12     | Petro de Luanda         |
| 6   | Extremă dreapta | Juliana Machado   | 6 noiembrie 1994       | 1,70 m   | 19       | 43     | 1º de Agosto            |
| 7   | Extremă stânga  | Elizabeth Cailo   | 2 iulie 1987           | 1,75 m   | 7        | 20     | 1º de Agosto            |
| 8   | Centru          | Lurdes Monteiro   | 11 iulie 1984          | 1,70 m   | 16       | 46     | 1º de Agosto            |
| 9   | Centru          | Natália Bernardo  | 25 decembrie 1986      | 1,70 m   | 67       | 149    | 1º de Agosto            |
| 11  | Inter stânga    | Luísa Kiala       | 25 ianuarie 1982       | 1,72 m   | 98       | 180    | Petro de Luanda         |
| 12  | Portar          | Cristina Branco   | 15 martie 1985         | 1,70 m   | 53       | 0      | 1º de Agosto            |
| 13  | Extremă dreapta | Matilde André     | 11 februarie 1986      | 1,72 m   | 32       | 61     | Progresso do Sambizanga |
| 15  | Inter dreapta   | Azenaide Carlos   | 14 iunie 1990          | 1,75 m   | 44       | 130    | Petro de Luanda         |
| 17  | Inter dreapta   | Wuta Dombaxe      | 5 aprilie 1986         | 1,73 m   | 16       | 50     | 1º de Agosto            |
| 21  | Inter dreapta   | Magda Cazanga     | 28 mai 1991            | 1,84 m   | 15       | 22     | Petro de Luanda         |
| 31  | Extremă stânga  | Janete dos Santos | 10 iunie 1991          | 1,75 m   | 4        | 4      | Progresso do Sambizanga |
| 77  | Pivot           | Elizabeth Viegas  | 20 ianuarie 1985       | 1,80 m   | 4        | 15     | 1º de Agosto            |
| 90  | Inter stânga    | Isabel Guialo     | 8 aprilie 1990         | 1,72 m   | 27       | 42     | 1º de Agosto            |

### China
Echipa a cuprins 16 handbaliste.
Antrenor principal: Xingdong Wang
Antrenori secunzi: Hengqin Gao, Hong Huang
| Nr. | Post            | Nume         | Data nașterii (vârsta) | Înălțime | Selecții | Goluri | Echipă            |
| --- | --------------- | ------------ | ---------------------- | -------- | -------- | ------ | ----------------- |
| 1   | Portar          | Xu Mo        | 2 martie 1990          | 1,81 m   | 190      | 0      | Shanghai Handball |
| 7   | Inter stânga    | Li Xiaoqing  | 22 decembrie 1995      | 1,80 m   | 50       | 130    | Army Handball     |
| 10  | Pivot           | Tian Xiuxiu  | 13 ianuarie 1996       | 1,74 m   | 45       | 80     | Shandong Handball |
| 11  | Extremă stânga  | Yu Yuanyuan  | 30 ianuarie 1995       | 1,72 m   | 60       | 120    | Jiangsu Handball  |
| 15  | Inter dreapta   | Sun Mengying | 11 aprilie 1990        | 1,77 m   | 105      | 210    | Shanghai Handball |
| 18  | Pivot           | Sha Zhengwen | 18 iunie 1990          | 1,90 m   | 160      | 320    | Shanghai Handball |
| 19  | Extremă dreapta | Zhang Haixia | 10 februarie 1995      | 1,75 m   | 75       | 390    | Jiangsu Handball  |
| 20  | Inter stânga    | Yang Jiao    | 7 septembrie 1994      | 1,85 m   | 60       | 100    | Liaoning Handball |
| 21  | Centru          | Zhao Jiaqin  | 22 ianuarie 1986       | 1,74 m   | 225      | 1000   | Jiangsu Handball  |
| 22  | Portar          | Yang Yurou   | 16 iulie 1996          | 1,85 m   | 15       | 0      | Anhui Handball    |
| 23  | Centru          | Jin Mengqing | 29 mai 1995            | 1,72 m   | 20       | 30     | Jiangsu Handball  |
| 24  | Centru          | Li Yao       | 7 iunie 1992           | 1,73 m   | 200      | 430    | Anhui Handball    |
| 25  | Inter dreapta   | Yan Meizhu   | 28 ianuarie 1989       | 1,88 m   | 140      | 270    | Beijing Handball  |
| 26  | Portar          | Song Jialei  | 25 ianuarie 1995       | 1,88 m   | 0        | 0      | Beijing Handball  |
| 27  | Extremă stânga  | Wu Nana      | 4 martie 1990          | 1,75 m   | 185      | 360    | Shanghai Handball |
| 28  | Pivot           | Qiao Ru      | 5 ianuarie 1995        | 1,83 m   | 70       | 145    | Jiangsu Handball  |

### Cuba
Echipa a cuprins 15 handbaliste.
Antrenor principal: Jover Hernández
Antrenori secunzi: José Carlos Hernández, Pedro Olivárez
| Nr. | Post            | Nume              | Data nașterii (vârsta) | Înălțime | Selecții | Goluri | Echipă           |
| --- | --------------- | ----------------- | ---------------------- | -------- | -------- | ------ | ---------------- |
| 1   | Portar          | Niurkis Mora      | 6 octombrie 1994       | 1,76 m   | 31       | 0      | Santiago de Cuba |
| 2   | Inter dreapta   | Milena Mesa       | 26 iunie 1993          | 1,67 m   | 29       | 40     | Holguín          |
| 3   | Inter dreapta   | Ayling Martínez   | 4 septembrie 1983      | 1,72 m   | 97       | 260    | La Habana        |
| 4   | Extremă stânga  | Livia Varanes     | 14 septembrie 1993     | 1,72 m   | 26       | 27     | Santiago de Cuba |
| 5   | Centru          | Sheila Salas      | 28 ianuarie 1993       | 1,75 m   | 5        | 4      | Matanzas         |
| 6   | Inter stânga    | Raiza Beltran     | 26 august 1994         | 1,80 m   | 39       | 30     | Guantánamo       |
| 9   | Inter stânga    | Lisandra Lusson   | 1 septembrie 1985      | 1,74 m   | 95       | 256    | La Habana        |
| 10  | Extremă dreapta | Gleinys Reyes     | 31 iulie 1989          | 1,64 m   | 27       | 163    | Granma           |
| 11  | Pivot           | Yunisleidy Camejo | 15 februarie 1990      | 1,80 m   | 53       | 94     | Pinar del Río    |
| 12  | Portar          | Caridad Vizcay    | 21 februarie 1978      | 1,80 m   | 112      | 0      | Santiago de Cuba |
| 13  | Inter dreapta   | Liliamnis Rosabal | 3 iulie 1999           | 1,73 m   | 2        | 3      | Granma           |
| 14  | Pivot           | Ismary Barrio     | 19 august 1981         | 1,79 m   | 29       | 22     | Pinar del Río    |
| 16  | Portar          | Eneleidis Guevara | 4 august 1986          | 1,79 m   | 61       | 0      | Matanzas         |
| 18  | Inter stânga    | Yenma Ramírez     | 12 februarie 1984      | 1,80 m   | 48       | 59     | Guantánamo       |
| 23  | Centru          | Eyatne Rizo       | 18 octombrie 1995      | 1,65 m   | 22       | 98     | La Habana        |

### Polonia
O echipă de 19 jucătoare a fost anunțată pe 10 noiembrie 2015. Echipa finală a fost făcută publică pe 30 noiembrie 2015. În final, echipa a cuprins 16 handbaliste, la care s-a adăugat o rezervă adusă în perioada competiției.
Antrenor principal: Kim Rasmussen
Antrenor secund: Antoni Parecki
| Nr. | Post            | Nume                  | Data nașterii (vârsta) | Înălțime | Selecții | Goluri | Echipă                  |
| --- | --------------- | --------------------- | ---------------------- | -------- | -------- | ------ | ----------------------- |
| 3   | Inter dreapta   | Monika Kobylińska     | 9 aprilie 1995         | 1,77 m   | 5        | 15     | Vistal Gdynia           |
| 4   | Pivot           | Monika Stachowska     | 2 ianuarie 1981        | 1,79 m   | 109      | 148    | Pogoń Szczecin          |
| 5   | Inter stânga    | Iwona Niedźwiedź      | 22 iulie 1979          | 1,77 m   | 182      | 510    | MKS Lublin              |
| 7   | Extremă stânga  | Joanna Gadzina        | 1 septembrie 1992      | 1,64 m   | 7        | 10     | Pogoń Szczecin          |
| 9   | Extremă stânga  | Agnieszka Kocela      | 17 ianuarie 1988       | 1,70 m   | 31       | 55     | MKS Lublin              |
| 12  | Portar          | Weronika Gawlik       | 20 octombrie 1986      | 1,76 m   | 35       | 0      | MKS Lublin              |
| 14  | Inter stânga    | Karolina Kudłacz-Gloc | 17 ianuarie 1985       | 1,77 m   | 143      | 724    | HC Leipzig              |
| 17  | Inter stânga    | Klaudia Pielesz       | 25 octombrie 1988      | 1,90 m   | 77       | 165    | Frisch Auf Göppingen    |
| 18  | Inter dreapta   | Aleksandra Zych       | 28 iulie 1992          | 1,86 m   | 22       | 26     | Vistal Gdynia           |
| 19  | Extremă dreapta | Aneta Łabuda          | 7 ianuarie 1995        | 1,60 m   | 7        | 8      | Vistal Gdynia           |
| 25  | Extremă dreapta | Karolina Zalewska     | 19 martie 1984         | 1,72 m   | 39       | 50     | Issy-Paris Hand         |
| 31  | Pivot           | Hanna Sądej           | 1 iulie 1988           | 1,84 m   | 17       | 12     | AZS Koszalin            |
| 37  | Centru          | Kristina Repelewska R | 7 ianuarie 1981        | 1,76 m   | 8        | 7      | MKS Lublin              |
| 40  | Portar          | Anna Wysokińska       | 17 iunie 1987          | 1,82 m   | 47       | 0      | Yenimahalle Belediyesi  |
| 41  | Inter stânga    | Małgorzata Stasiak    | 5 noiembrie 1988       | 1,79 m   | 44       | 76     | Pogoń Szczecin          |
| 77  | Pivot           | Patrycja Kulwińska    | 31 martie 1989         | 1,78 m   | 96       | 154    | Vistal Gdynia           |
| 89  | Centru          | Kinga Achruk          | 9 ianuarie 1989        | 1,81 m   | 120      | 286    | ŽRK Budućnost Podgorica |

R Handbalistă retrasă de la echipă în perioada competiției;

### Suedia
Echipa a fost anunțată pe 3 noiembrie 2015. Pe 24 noiembrie 2015, Edijana Dafe s-a retras după ce a rămas gravidă. Pe 3 decembrie, Marie Wall a fost anunțată oficial ca înlocuitoare a ei.
În final, echipa a cuprins 16 handbaliste.
Antrenor principal: Tomas Sivertsson
Antrenori secunzi: Tomas Westerlund, Jan Ekman
| Nr. | Post            | Nume                 | Data nașterii (vârsta) | Înălțime | Selecții | Goluri | Echipă              |
| --- | --------------- | -------------------- | ---------------------- | -------- | -------- | ------ | ------------------- |
| 1   | Portar          | Johanna Bundsen      | 3 iunie 1991           | 1,85 m   | 22       | 0      | IK Sävehof          |
| 3   | Pivot           | Frida Tegstedt       | 17 iulie 1987          | 1,80 m   | 27       | 26     | Füchse Berlin       |
| 6   | Inter stânga    | Carin Strömberg      | 10 iulie 1993          | 1,83 m   | 8        | 1      | Skuru IK            |
| 7   | Pivot           | Linn Blohm           | 20 mai 1992            | 1,80 m   | 39       | 78     | Team Tvis Holstebro |
| 8   | Inter stânga    | Jamina Roberts       | 28 mai 1990            | 1,75 m   | 93       | 143    | Team Tvis Holstebro |
| 9   | Extremă stânga  | Louise Sand          | 27 decembrie 1992      | 1,64 m   | 46       | 72     | IK Sävehof          |
| 12  | Portar          | Filippa Idéhn        | 15 august 1990         | 1,83 m   | 45       | 0      | Team Esbjerg        |
| 13  | Extremă dreapta | Emma Hawia Svensson  | 10 decembrie 1990      | 1,71 m   | 16       | 18     | Skuru IK            |
| 15  | Inter stânga    | Johanna Ahlm         | 3 octombrie 1987       | 1,75 m   | 131      | 429    | FC Midtjylland      |
| 17  | Centru          | Linnea Torstenson    | 30 martie 1983         | 1,80 m   | 157      | 628    | CSM București       |
| 18  | Extremă stânga  | Marie Wall           | 3 aprilie 1992         | 1,77 m   | 4        | 4      | H 65 Höör           |
| 20  | Centru          | Isabelle Gulldén     | 29 iunie 1989          | 1,79 m   | 142      | 507    | CSM București       |
| 24  | Extremă dreapta | Nathalie Hagman      | 19 iulie 1991          | 1,67 m   | 76       | 150    | Team Tvis Holstebro |
| 27  | Centru          | Sabina Jacobsen      | 24 martie 1989         | 1,80 m   | 72       | 109    | FC Midtjylland      |
| 29  | Inter stânga    | Jenny Alm            | 10 aprilie 1989        | 1,84 m   | 61       | 157    | Team Esbjerg        |
| 31  | Inter dreapta   | Anna-Maria Johansson | 15 februarie 1982      | 1,84 m   | 87       | 178    | Skövde HF           |

### Țările de Jos
O echipă de 20 de jucătoare a fost anunțată pe 23 octombrie 2015. Echipa finală a fost făcută publică pe 29 noiembrie 2015.
În final, echipa a cuprins 16 handbaliste, la care s-a adăugat o rezervă adusă în perioada competiției.
Antrenor principal: Henk Groener
Antrenor secund: Peter Portengen
| Nr. | Post            | Nume                  | Data nașterii (vârsta) | Înălțime | Selecții | Goluri | Echipă                |
| --- | --------------- | --------------------- | ---------------------- | -------- | -------- | ------ | --------------------- |
| 1   | Portar          | Marieke van der Wal   | 7 noiembrie 1979       | 1,83 m   | 180      | 0      | HV Quintus            |
| 5   | Inter stânga    | Jessy Kramer          | 16 februarie 1990      | 1,77 m   | 77       | 78     | Vipers Kristiansand   |
| 6   | Inter dreapta   | Laura van der Heijden | 27 iunie 1990          | 1,72 m   | 133      | 438    | Team Esbjerg          |
| 7   | Extremă dreapta | Debbie Bont           | 9 decembrie 1990       | 1,74 m   | 104      | 204    | København Håndbold    |
| 8   | Inter stânga    | Lois Abbingh          | 13 august 1992         | 1,77 m   | 77       | 336    | HCM Baia Mare         |
| 9   | Inter dreapta   | Sanne van Olphen      | 13 martie 1989         | 1,77 m   | 49       | 86     | Toulon Handball       |
| 10  | Pivot           | Danick Snelder        | 22 mai 1990            | 1,78 m   | 104      | 245    | Thüringer HC          |
| 11  | Centru          | Lynn Knippenborg      | 7 ianuarie 1992        | 1,75 m   | 44       | 67     | Vipers Kristiansand   |
| 13  | Pivot           | Yvette Broch          | 23 decembrie 1990      | 1,85 m   | 70       | 146    | Győri Audi ETO KC     |
| 17  | Centru          | Cornelia Groot        | 4 mai 1988             | 1,75 m   | 82       | 238    | Győri Audi ETO KC     |
| 18  | Inter stânga    | Kelly Dulfer          | 21 martie 1994         | 1,86 m   | 34       | 24     | VfL Oldenburg         |
| 21  | Extremă stânga  | Michelle Goos         | 27 decembrie 1989      | 1,78 m   | 44       | 78     | VOC Amsterdam         |
| 24  | Extremă stânga  | Martine Smeets        | 5 mai 1990             | 1,72 m   | 47       | 89     | SG BBM Bietigheim     |
| 26  | Extremă dreapta | Angela Malestein      | 31 ianuarie 1993       | 1,73 m   | 70       | 101    | SG BBM Bietigheim     |
| 29  | Extremă stânga  | Sanne Hoekstra R      | 5 mai 1992             | 1,65 m   | 3        | 3      | HSG Bensheim/Auerbach |
| 33  | Portar          | Tess Wester           | 19 mai 1993            | 1,78 m   | 28       | 0      | SG BBM Bietigheim     |
| 79  | Centru          | Estavana Polman       | 5 august 1992          | 1,74 m   | 74       | 226    | Team Esbjerg          |

R Handbalistă retrasă de la echipă în perioada competiției;

## Grupa C

### Argentina
O echipă de 18 jucătoare a fost anunțată pe 12 noiembrie 2015. În final, echipa a cuprins 16 handbaliste, la care s-au adăugat două rezerve aduse în perioada competiției.
Antrenor principal: Eduardo Peruchena
Antrenor secund: Gustavo Sciglitano
| Nr. | Post            | Nume                    | Data nașterii (vârsta) | Înălțime | Selecții | Goluri | Echipă             |
| --- | --------------- | ----------------------- | ---------------------- | -------- | -------- | ------ | ------------------ |
| 1   | Portar          | Marisol Carratu         | 15 iulie 1986          | 1,79 m   | 86       | 0      | Club Oeste         |
| 4   | Extremă dreapta | Lucía Haro              | 21 august 1986         | 1,79 m   | 91       | 193    | Unión Eléctrica    |
| 5   | Extremă stânga  | Manuela Pizzo           | 13 noiembrie 1992      | 1,78 m   | 73       | 218    | Estudiantes        |
| 6   | Inter stânga    | Luciana Salvadó         | 3 aprilie 1990         | 1,69 m   | 90       | 279    | Club Oeste         |
| 7   | Pivot           | Rocio Campigli          | 6 august 1994          | 1,73 m   | 23       | 42     | Estudiantes        |
| 8   | Extremă stânga  | Amelia Belotti          | 17 noiembrie 1988      | 1,79 m   | 76       | 241    | Vilo               |
| 9   | Extremă dreapta | Luciana Mendoza         | 14 martie 1990         | 1,70 m   | 89       | 263    | Sedalo             |
| 10  | Centru          | Victoria Crivelli       | 30 septembrie 1990     | 1,75 m   | 78       | 146    | Ferro Carril Oeste |
| 11  | Inter dreapta   | Antonella Gambino       | 26 martie 1990         | 1,64 m   | 62       | 161    | Argentinos Juniors |
| 12  | Portar          | Valentina Kogan         | 19 martie 1980         | 1,78 m   | 76       | 1      | Vilo               |
| 14  | Inter stânga    | Valeria Bianchi         | 16 septembrie 1985     | 1,70 m   | 154      | 321    | NS Luján           |
| 15  | Pivot           | Antonela Mena           | 28 martie 1988         | 1,82 m   | 117      | 371    | NS Luján           |
| 16  | Portar          | Silvina Schlesinger     | 28 martie 1985         | 1,77 m   | 134      | 1      | Quilmes            |
| 18  | Centru          | Macarena Sans           | 20 noiembrie 1992      | 1,64 m   | 31       | 61     | Mendoza de Regatas |
| 19  | Extremă stânga  | Florencia Ponce de Leon | 26 februarie 1992      | 1,80 m   | 29       | 60     | Club Oeste         |
| 20  | Inter dreapta   | Xoana Iacoi R           | 3 iunie 1992           | 1,62 m   | 11       | 25     | Cideco Handball    |
| 21  | Extremă dreapta | Macarena Gandulfo R     | 3 noiembrie 1993       | 1,76 m   | 59       | 148    | BM Alcobendas      |
| 22  | Centru          | Elke Karsten            | 15 mai 1995            | 1,77 m   | 25       | 100    | Quilmes            |

R Handbaliste retrase de la echipă în perioada competiției;

### Brazilia
Echipa a fost anunțată pe 13 noiembrie 2015. În final, echipa a cuprins 16 handbaliste.
Antrenor principal: Morten Soubak
Antrenor secund: Alex Aprile
| Nr. | Post            | Nume                    | Data nașterii (vârsta) | Înălțime | Selecții | Goluri | Echipă                 |
| --- | --------------- | ----------------------- | ---------------------- | -------- | -------- | ------ | ---------------------- |
| 2   | Pivot           | Fabiana Diniz           | 13 mai 1981            | 1,83 m   | 194      | 338    | SG BBM Bietigheim      |
| 3   | Extremă dreapta | Alexandra do Nascimento | 16 septembrie 1981     | 1,77 m   | 167      | 665    | HCM Baia Mare          |
| 5   | Pivot           | Daniela Piedade         | 2 martie 1979          | 1,73 m   | 174      | 316    | Siófok KC              |
| 6   | Inter stânga    | Amanda de Andrade       | 20 decembrie 1989      | 1,74 m   | 51       | 89     | UnC/Concórdia          |
| 7   | Pivot           | Tamires Morena Lima     | 16 mai 1994            | 1,80 m   | 26       | 19     | Mosonmagyaróvári       |
| 8   | Extremă stânga  | Fernanda da Silva       | 25 septembrie 1989     | 1,76 m   | 84       | 261    | CSM București          |
| 9   | Centru          | Ana Paula Rodrigues     | 18 octombrie 1987      | 1,72 m   | 130      | 456    | CSM București          |
| 10  | Extremă dreapta | Jéssica Quintino        | 17 aprilie 1991        | 1,76 m   | 77       | 171    | MKS Selgros Lublin     |
| 12  | Portar          | Bárbara Arenhart        | 4 octombrie 1986       | 1,82 m   | 92       | 2      | Nykøbing Falster       |
| 15  | Centru          | Francielle da Rocha     | 10 iunie 1992          | 1,64 m   | 46       | 60     | Vegus/Guarulhos        |
| 16  | Portar          | Mayssa Pessoa           | 11 septembrie 1984     | 1,80 m   | 67       | 0      | CSM București          |
| 18  | Inter stânga    | Eduarda Amorim          | 23 septembrie 1986     | 1,86 m   | 133      | 440    | Győri Audi ETO KC      |
| 20  | Extremă stânga  | Larissa Araújo          | 1 iulie 1992           | 1,81 m   | 9        | 23     | UnC/Concórdia          |
| 21  | Inter dreapta   | Bruna de Paula          | 26 septembrie 1996     | 1,70 m   | 0        | 0      | São José               |
| 60  | Extremă dreapta | Célia Coppi             | 17 aprilie 1980        | 1,76 m   | 84       | 261    | Metodista/São Bernardo |
| 81  | Inter dreapta   | Deonise Cavaleiro       | 20 iunie 1983          | 1,80 m   | 140      | 317    | Nykøbing Falster       |

### RD Congo
Echipa a cuprins 16 handbaliste, la care s-au adăugat două rezerve aduse în perioada competiției.
Antrenor principal: Celestin Mpoua
Antrenori secunzi: Guy Alain Kanoha Mvuzi, Jean-Claude Alekasango
| Nr. | Post            | Nume                    | Data nașterii (vârsta) | Înălțime | Selecții | Goluri | Echipă             |
| --- | --------------- | ----------------------- | ---------------------- | -------- | -------- | ------ | ------------------ |
| 1   | Portar          | Louise Makubanza        | 20 octombrie 1992      | 1,80 m   |          |        | 1º de Agosto       |
| 2   | Inter dreapta   | Jumelle Okoko           | 26 decembrie 1984      | 1,68 m   |          |        | Blavozy RB         |
| 3   | Centru          | Grace Shokkos           | 4 august 1992          | 1,73 m   |          |        | Poitiers Handball  |
| 4   | Centru          | Consolate Feza          | 23 martie 1985         | 1,68 m   |          |        | Mikishi Lubumbashi |
| 5   | Extremă dreapta | Olga Milemba            | 27 iulie 1984          | 1,69 m   |          |        | Héritage Kinshasa  |
| 6   | Extremă stânga  | Clémence Matutu         | 26 aprilie 1992        | 1,59 m   |          |        | Poitiers Handball  |
| 7   | Pivot           | Apopie Lusamba          | 20 mai 1985            | 1,68 m   |          |        | Gagny              |
| 8   | Centru          | Constance Louoba        | 14 iunie 1971          | 1,68 m   |          |        | Blavozy RB         |
| 9   | Inter stânga    | Christianne Mwasesa     | 12 martie 1985         | 1,75 m   |          |        | 1º de Agosto       |
| 10  | Pivot           | Virginie Mamba R        | 5 decembrie 1980       | 1,80 m   |          |        | Héritage Kinshasa  |
| 11  | Inter stânga    | Aurelie Luhaka          | 19 aprilie 1992        | 1,90 m   |          |        | HB Octeville       |
| 13  | Inter stânga    | Lydia Musonda Kasangala | 6 mai 1988             | 1,88 m   |          |        | Héritage Kinshasa  |
| 15  | Pivot           | Astride Palata R        | 14 noiembrie 1982      | 1,80 m   |          |        | 1º de Agosto       |
| 16  | Portar          | Bibiche Kabamba         | 31 iulie 1981          | 1,84 m   |          |        | Héritage Kinshasa  |
| 17  | Extremă stânga  | Patricia Mayoulou       | 31 iulie 1981          | 1,66 m   |          |        | Liberă de contract |
| 22  | Portar          | Diane Louoba            | 16 aprilie 1983        | 1,63 m   |          |        | Blavozy RB         |
| 25  | Inter stânga    | Carine Babina           | 16 ianuarie 1994       | 1,78 m   |          |        | Mikishi Lubumbashi |
| 91  | Extremă dreapta | Simone Thiero           | 15 martie 1993         | 1,76 m   |          |        | Toulon Handball    |

R Handbaliste retrase de la echipă în perioada competiției;

### Coreea de Sud
Echipa a cuprins 16 handbaliste.
Antrenor principal: Lim Young-chul
Antrenori secunzi: Cho Chi-hyo, Han Kyung-tai
| Nr. | Post            | Nume          | Data nașterii (vârsta) | Înălțime | Selecții | Goluri | Echipă                 |
| --- | --------------- | ------------- | ---------------------- | -------- | -------- | ------ | ---------------------- |
| 5   | Inter dreapta   | Jung Yu-ra    | 6 februarie 1992       | 1,71 m   |          |        | Colorful Daegu         |
| 11  | Inter dreapta   | Ryu Eun-hee   | 24 februarie 1990      | 1,80 m   |          |        | Incheon Sports Council |
| 12  | Portar          | Park Mi-ra    | 20 aprilie 1987        | 1,72 m   |          |        | Wonderful Samcheok     |
| 13  | Pivot           | Yoo Hyun-ji   | 16 iulie 1984          | 1,75 m   |          |        | Wonderful Samcheok     |
| 14  | Inter stânga    | Kim Jin-yi    | 20 iunie 1993          | 1,81 m   |          |        | Colorful Daegu         |
| 15  | Extremă stânga  | Choi Su-min   | 9 ianuarie 1990        | 1,77 m   |          |        | Seoul City             |
| 16  | Portar          | Ju Hui        | 4 noiembrie 1989       | 1,80 m   |          |        | Seoul City             |
| 17  | Inter stânga    | Sim Hae-in    | 31 octombrie 1987      | 1,78 m   |          |        | Wonderful Samcheok     |
| 18  | Inter stânga    | Han Mi-seul   | 13 august 1993         | 1,78 m   |          |        | Wonderful Samcheok     |
| 19  | Centru          | Jung Ji-hae   | 6 martie 1985          | 1,68 m   |          |        | Wonderful Samcheok     |
| 20  | Extremă dreapta | Kim Jin-sil   | 1 octombrie 1994       | 1,67 m   |          |        | Busan Infrastructure   |
| 21  | Extremă stânga  | Lee Eun-bi    | 23 octombrie 1990      | 1,63 m   |          |        | Busan Infrastructure   |
| 24  | Centru          | Gwon Han-na   | 22 noiembrie 1989      | 1,71 m   |          |        | Seoul City             |
| 27  | Pivot           | Nam Yeong-sin | 27 august 1990         | 1,75 m   |          |        | Gyeongnam              |
| 28  | Inter stânga    | Jo Su-yeon    | 6 iulie 1994           | 1,74 m   |          |        | KNSU                   |
| 29  | Extremă dreapta | Yu So-jeong   | 4 iunie 1996           | 1,68 m   |          |        | SK Sugar Gliders       |

### Franța
O echipă de 18 handbaliste a fost anunțată pe 13 noiembrie 2015 și a fost actualizată pe 3 decembrie 2015. În final, echipa a cuprins 16 handbaliste, plus o rezervă adusă în perioada competiției.
Antrenor: Alain Portes
| Nr. | Post            | Nume                | Data nașterii (vârsta) | Înălțime | Selecții | Goluri | Echipă                 |
| --- | --------------- | ------------------- | ---------------------- | -------- | -------- | ------ | ---------------------- |
| 1   | Portar          | Laura Glauser       | 20 august 1993         | 1,78 m   | 22       | 0      | Metz Handball          |
| 2   | Extremă stânga  | Coralie Lassource   | 1 septembrie 1992      | 1,68 m   | 4        | 5      | Issy-Paris Hand        |
| 4   | Pivot           | Nina Kamto Njitam   | 25 iunie 1983          | 1,78 m   | 214      | 401    | Metz Handball          |
| 5   | Inter dreapta   | Camille Ayglon      | 21 mai 1985            | 1,80 m   | 182      | 355    | Handball Cercle Nîmes  |
| 7   | Centru          | Allison Pineau      | 2 mai 1989             | 1,81 m   | 166      | 406    | HCM Baia Mare          |
| 8   | Pivot           | Laurisa Landre      | 27 octombrie 1985      | 1,74 m   | 23       | 36     | SCM Craiova            |
| 10  | Centru          | Grace Zaadi         | 7 iulie 1993           | 1,71 m   | 36       | 48     | Metz Handball          |
| 11  | Extremă dreapta | Marie Prouvensier   | 9 februarie 1994       | 1,65 m   | 17       | 20     | Cercle Dijon Bourgogne |
| 12  | Portar          | Amandine Leynaud    | 2 mai 1988             | 1,78 m   | 162      | 1      | ŽRK Vardar             |
| 13  | Extremă stânga  | Manon Houette R     | 2 iulie 1992           | 1,68 m   | 12       | 28     | Fleury Loiret HB       |
| 17  | Extremă stânga  | Siraba Dembélé      | 28 iunie 1986          | 1,72 m   | 195      | 632    | ŽRK Vardar             |
| 18  | Extremă dreapta | Chloé Bulleux       | 18 noiembrie 1991      | 1,72 m   | 10       | 20     | Handball Cercle Nîmes  |
| 21  | Inter stânga    | Alice Lévêque       | 9 mai 1989             | 1,72 m   | 36       | 21     | Metz Handball          |
| 24  | Pivot           | Béatrice Edwige     | 3 octombrie 1988       | 1,82 m   | 12       | 9      | OGC Nice               |
| 27  | Centru          | Estelle Nze Minko   | 11 august 1991         | 1,76 m   | 22       | 23     | Fleury Loiret HB       |
| 29  | Inter stânga    | Gnonsiane Niombla   | 9 iulie 1990           | 1,72 m   | 41       | 94     | Fleury Loiret HB       |
| 64  | Inter dreapta   | Alexandra Lacrabère | 27 aprilie 1987        | 1,72 m   | 161      | 472    | OGC Nice               |

R Handbalistă retrasă de la echipă în perioada competiției și înlocuită cu Grace Zaadi;

### Germania
O echipă de 19 jucătoare a fost anunțată pe 11 noiembrie 2015. Echipa a fost redusă la 18 pe 25 noiembrie 2015. În final, echipa a cuprins 16 handbaliste.
Antrenor principal: Jakob Vestergaard
Antrenor secund: Jens Pfänder
| Nr. | Post            | Nume                | Data nașterii (vârsta) | Înălțime | Selecții | Goluri | Echipă             |
| --- | --------------- | ------------------- | ---------------------- | -------- | -------- | ------ | ------------------ |
| 5   | Inter stânga    | Saskia Lang         | 19 decembrie 1986      | 1,78 m   | 58       | 50     | HC Leipzig         |
| 7   | Pivot           | Meike Schmelzer     | 19 iulie 1993          | 1,78 m   | 4        | 2      | Thüringer HC       |
| 10  | Centru          | Anna Loerper        | 18 noiembrie 1984      | 1,64 m   | 206      | 345    | TuS Metzingen      |
| 11  | Inter stânga    | Xenia Smits         | 22 aprilie 1994        | 1,82 m   | 14       | 24     | Metz Handball      |
| 12  | Portar          | Katja Kramarczyk    | 18 martie 1984         | 1,78 m   | 112      | 0      | HC Leipzig         |
| 13  | Pivot           | Julia Behnke        | 28 martie 1993         | 1,80 m   | 10       | 8      | TuS Metzingen      |
| 15  | Centru          | Kim Naidzinavicius  | 6 aprilie 1991         | 1,81 m   | 56       | 104    | Bayer Leverkusen   |
| 16  | Portar          | Clara Woltering     | 2 martie 1983          | 1,78 m   | 190      | 0      | Borussia Dortmund  |
| 17  | Inter dreapta   | Anne Hubinger       | 31 iulie 1993          | 1,85 m   | 37       | 43     | HC Leipzig         |
| 22  | Inter dreapta   | Susann Müller       | 26 mai 1988            | 1,86 m   | 86       | 290    | SG BBM Bietigheim  |
| 24  | Extremă stânga  | Lone Fischer        | 8 septembrie 1988      | 1,65 m   | 12       | 18     | Buxtehuder SV      |
| 25  | Extremă dreapta | Alexandra Mazzucco  | 29 ianuarie 1993       | 1,75 m   | 5        | 13     | HC Leipzig         |
| 28  | Extremă stânga  | Franziska Müller    | 12 martie 1990         | 1,75 m   | 4        | 9      | HSG Blomberg-Lippe |
| 30  | Extremă dreapta | Jennifer Rode       | 3 august 1995          | 1,76 m   | 2        | 0      | Bayer Leverkusen   |
| 32  | Inter stânga    | Ewgenija Minevskaja | 31 octombrie 1992      | 1,82 m   | 43       | 80     | HC Leipzig         |
| 33  | Pivot           | Luisa Schulze       | 14 septembrie 1990     | 1,92 m   | 51       | 56     | HC Leipzig         |

## Grupa D

### Kazahstan
Echipa a cuprins 14 handbaliste.
Antrenor principal: Yoon Tae-il
| Nr. | Post            | Nume                  | Data nașterii (vârsta) | Înălțime | Selecții | Goluri | Echipă                       |
| --- | --------------- | --------------------- | ---------------------- | -------- | -------- | ------ | ---------------------------- |
| 1   | Portar          | Evghenia Țupenkova    | 24 iulie 1985          | 1,85 m   | 18       | 0      | Seihun-KAM Gandbol           |
| 3   | Inter dreapta   | Olga Tankina          | 20 ianuarie 1994       | 1,82 m   | 10       | 110    | Almatî Gandbol               |
| 5   | Extremă dreapta | Marina Pikalova       | 16 martie 1985         | 1,60 m   | 20       | 50     | Almatî Gandbol               |
| 6   | Extremă stânga  | Valeria Karavaieva    | 3 august 1993          | 1,65 m   | 4        | 12     | Almatî Gandbol               |
| 7   | Extremă dreapta | Elvira Ahmet          | 2 mai 1994             | 1,68 m   | 18       | 36     | Almatinskaia Oblastî Gandbol |
| 8   | Pivot           | Yelșat Ukbenova       | 28 februarie 1994      | 1,68 m   | 8        | 45     | Almatinskaia Oblastî Gandbol |
| 9   | Inter stânga    | Veronika Hardina      | 29 august 1996         | 1,75 m   | 8        | 48     | Almatî Gandbol               |
| 10  | Pivot           | Anastasia Rodina      | 30 iunie 1991          | 1,78 m   | 10       | 47     | Almatinskaia Oblastî Gandbol |
| 11  | Extremă stânga  | Viktoria Kolotinskaia | 10 martie 1995         | 1,75 m   | 10       | 61     | Seihun-KAM Handball          |
| 14  | Pivot           | Arailîm Abdihamit     | 3 martie 1999          | 1,92 m   | 4        | 42     | Almatî Gandbol               |
| 15  | Inter stânga    | Irina Alexandrova     | 2 octombrie 1994       | 1,83 m   | 14       | 108    | Almatinskaia Oblastî Gandbol |
| 16  | Portar          | Irina Danilova        | 17 decembrie 1993      | 1,85 m   | 8        | 0      | Almatî Gandbol               |
| 19  | Inter dreapta   | Kristina Kapralova    | 4 ianuarie 1995        | 1,76 m   | 8        | 64     | Kazîgurt Gandbol             |
| 96  | Centru          | Dana Abilda           | 18 octombrie 1996      | 1,68 m   | 10       | 110    | Seihun-KAM Gandbol           |

### Norvegia
Echipa a fost anunțată pe 8 noiembrie 2015. Pe 16 decembrie, Ida Alstad a înlocuit-o pe Vilde Ingstad, din cauza unei accidentări ușoare la genunchi a lui Mari Molid. În final, echipa a cuprins 16 handbaliste, plus o rezervă adusă în perioada competiției.
Antrenor principal: Thorir Hergeirsson
Antrenor secund: Mia Hermansson Högdahl
| Nr. | Post            | Nume                 | Data nașterii (vârsta) | Înălțime | Selecții | Goluri | Echipă              |
| --- | --------------- | -------------------- | ---------------------- | -------- | -------- | ------ | ------------------- |
| 1   | Portar          | Kari Aalvik Grimsbø  | 4 ianuarie 1985        | 1,80 m   | 122      | 0      | Győri Audi ETO KC   |
| 2   | Inter stânga    | Mari Molid           | 8 august 1990          | 1,78 m   | 75       | 47     | Larvik HK           |
| 4   | Inter stânga    | Veronica Kristiansen | 10 iulie 1990          | 1,75 m   | 51       | 130    | FC Midtjylland      |
| 5   | Inter stânga    | Ida Alstad           | 13 iunie 1985          | 1,72 m   | 124      | 294    | Byåsen HE           |
| 6   | Pivot           | Heidi Løke           | 12 decembrie 1982      | 1,73 m   | 150      | 544    | Győri Audi ETO KC   |
| 7   | Extremă dreapta | Stine Skogrand       | 3 martie 1993          | 1,73 m   | 23       | 38     | Tertnes IL          |
| 8   | Pivot           | Vilde Ingstad R      | 18 decembrie 1994      | 1,78 m   | 12       | 11     | Oppsal IF           |
| 9   | Inter dreapta   | Nora Mørk            | 5 aprilie 1991         | 1,69 m   | 58       | 237    | Larvik HK           |
| 10  | Centru          | Stine Bredal Oftedal | 25 septembrie 1991     | 1,68 m   | 101      | 183    | Issy-Paris Hand     |
| 12  | Portar          | Silje Solberg        | 16 iunie 1990          | 1,78 m   | 73       | 0      | Team Tvis Holstebro |
| 15  | Inter dreapta   | Linn Jørum Sulland   | 15 iulie 1984          | 1,78 m   | 167      | 507    | Győri Audi ETO KC   |
| 17  | Pivot           | Pernille Wibe        | 17 aprilie 1988        | 1,81 m   | 43       | 28     | Issy-Paris Hand     |
| 21  | Inter stânga    | Betina Riegelhuth    | 17 iunie 1987          | 1,78 m   | 40       | 45     | Team Esbjerg        |
| 22  | Extremă dreapta | Amanda Kurtović      | 25 iulie 1991          | 1,75 m   | 54       | 133    | Larvik HK           |
| 23  | Extremă stânga  | Camilla Herrem       | 8 octombrie 1986       | 1,67 m   | 165      | 410    | Team Tvis Holstebro |
| 24  | Extremă stânga  | Sanna Solberg        | 16 iunie 1990          | 1,78 m   | 59       | 111    | Larvik HK           |
| 26  | Centru          | Marta Tomac          | 20 septembrie 1990     | 1,79 m   | 3        | 2      | Vipers Kristiansand |

R Handbalistă retrasă de la echipă în perioada competiției;

### Puerto Rico
Echipa a cuprins 15 handbaliste.
Antrenor principal: Camilo Esteves
Antrenor secund: Julio Sainz
| Nr. | Post            | Nume              | Data nașterii (vârsta) | Înălțime | Selecții | Goluri | Echipă                 |
| --- | --------------- | ----------------- | ---------------------- | -------- | -------- | ------ | ---------------------- |
| 1   | Portar          | Kitsa Escobar     | 1 decembrie 1990       | 1,64 m   | 38       | 0      | Balonmano Rio Grande   |
| 2   | Inter dreapta   | Adriana Cabrera   | 23 noiembrie 1992      | 1,70 m   | 38       | 71     | Balonmano Santa Isabel |
| 5   | Centru          | Nathalys Ceballos | 3 octombrie 1990       | 1,51 m   | 38       | 151    | Balonmano Rio Grande   |
| 6   | Inter stânga    | Sheila Hiraldo    | 21 aprilie 1989        | 1,63 m   | 38       | 117    | Balonmano Guadalupe    |
| 7   | Inter dreapta   | Jereny Espinal    | 10 martie 1997         | 1,81 m   | 5        | 1      | Balonmano Santa Isabel |
| 8   | Extremă dreapta | Joane Vergara     | 20 august 1990         | 1,63 m   | 15       | 27     | Balonmano Rio Grande   |
| 9   | Pivot           | Natalie Cabello   | 11 martie 1990         | 1,63 m   | 12       | 16     | Balonmano Guaynabo     |
| 11  | Extremă stânga  | Fabiola Martínez  | 30 mai 1995            | 1,73 m   | 12       | 11     | Balonmano Santa Isabel |
| 14  | Inter stânga    | Nicolette Pope    | 30 septembrie 1997     | 1,73 m   | 12       | 18     | Balonmano Rio Grande   |
| 15  | Extremă dreapta | Jailene Maldonado | 15 februarie 1995      | 1,79 m   | 20       | 38     | Balonmano Santa Isabel |
| 16  | Portar          | Zugeily Soto      | 10 septembrie 1996     | 1,76 m   | 15       | 0      | Balonmano Santa Isabel |
| 18  | Pivot           | Ciris García      | 9 ianuarie 1991        | 1,73 m   | 38       | 170    | Balonmano Guadalupe    |
| 19  | Pivot           | Deyaneira García  | 3 mai 1996             | 1,64 m   | 0        | 0      | Balonmano Santa Isabel |
| 22  | Inter stânga    | Zuleika Fuentes   | 29 iunie 1993          | 1,58 m   | 12       | 20     | Balonmano Rio Grande   |
| 23  | Inter stânga    | Paola Morel       | 29 octombrie 1996      | 1,76 m   | 0        | 0      | Balonmano Rio Grande   |

### România
O echipă de 17 jucătoare a fost anunțată pe 13 noiembrie 2015. În final, echipa a cuprins 16 handbaliste.
Antrenor principal: Tomas Ryde
Antrenor secund: Costică Buceschi
| Nr. | Post            | Nume                    | Data nașterii (vârsta) | Înălțime | Selecții | Goluri | Echipă                  |
| --- | --------------- | ----------------------- | ---------------------- | -------- | -------- | ------ | ----------------------- |
| 3   | Inter stânga    | Gabriella Szűcs         | 31 august 1984         | 1,79 m   | 2        | 0      | HCM Baia Mare           |
| 6   | Pivot           | Crina Pintea            | 3 aprilie 1990         | 1,86 m   | 20       | 32     | Thüringer HC            |
| 7   | Extremă dreapta | Adriana Nechita         | 14 noiembrie 1983      | 1,65 m   | 130      | 318    | HCM Baia Mare           |
| 8   | Inter stânga    | Cristina Neagu          | 26 august 1988         | 1,80 m   | 128      | 521    | ŽRK Budućnost Podgorica |
| 9   | Centru          | Aurelia Brădeanu        | 5 mai 1979             | 1,79 m   | 253      | 637    | CSM București           |
| 11  | Inter stânga    | Gabriela Perianu        | 20 iunie 1994          | 1,87 m   | 23       | 45     | HCM Baia Mare           |
| 12  | Portar          | Ionica Munteanu         | 7 ianuarie 1979        | 1,75 m   | 17       | 0      | HCM Baia Mare           |
| 13  | Centru          | Luciana Marin           | 13 octombrie 1988      | 1,76 m   | 10       | 15     | HCM Baia Mare           |
| 15  | Extremă stânga  | Valentina Ardean-Elisei | 5 iunie 1982           | 1,75 m   | 205      | 807    | HCM Baia Mare           |
| 22  | Pivot           | Oana Manea              | 18 aprilie 1985        | 1,75 m   | 274      | 355    | CSM București           |
| 30  | Portar          | Paula Ungureanu         | 30 martie 1980         | 1,80 m   | 140      | 2      | HCM Baia Mare           |
| 36  | Inter stânga    | Ana Maria Tănăsie       | 6 aprilie 1995         | 1,72 m   | 0        | 0      | HCM Baia Mare           |
| 55  | Inter dreapta   | Melinda Geiger          | 28 martie 1987         | 1,77 m   | 70       | 165    | HCM Baia Mare           |
| 77  | Inter stânga    | Eliza Buceschi          | 31 august 1993         | 1,75 m   | 26       | 54     | Thüringer HC            |
| 88  | Inter dreapta   | Patricia Vizitiu        | 15 octombrie 1988      | 1,74 m   | 30       | 45     | HCM Baia Mare           |
| 89  | Extremă dreapta | Laura Chiper            | 21 august 1989         | 1,73 m   | 15       | 15     | ASC Corona 2010 Brașov  |

### Rusia
O echipă de 20 de jucătoare a fost anunțată pe 12 noiembrie 2015. Echipa a fost redusă la 18 pe 25 noiembrie 2015. În final, echipa a cuprins 16 handbaliste, plus două rezerve aduse în perioada competiției.
Antrenor principal: Evgheni Trefilov
Antrenor secund: Mihail Sereghin
| Nr. | Post            | Nume                    | Data nașterii (vârsta) | Înălțime | Selecții | Goluri | Echipă            |
| --- | --------------- | ----------------------- | ---------------------- | -------- | -------- | ------ | ----------------- |
| 1   | Portar          | Anna Sedoikina          | 1 august 1984          | 1,81 m   | 89       | 2      | Rostov-Don        |
| 2   | Extremă stânga  | Polina Kuznețova        | 10 iunie 1987          | 1,70 m   | 92       | 251    | HC Astrahanocika  |
| 4   | Inter stânga    | Viktorija Žilinskaitė R | 6 martie 1989          | 1,88 m   | 91       | 139    | HC Astrahanocika  |
| 7   | Centru          | Daria Dmitrieva         | 9 august 1995          | 1,78 m   | 3        | 10     | Lada Togliatti    |
| 8   | Inter stânga    | Anna Sen                | 3 februarie 1990       | 1,85 m   | 51       | 119    | Rostov-Don        |
| 10  | Inter stânga    | Olga Levina             | 4 martie 1985          | 1,79 m   | 92       | 184    | Lada Togliatti    |
| 13  | Extremă dreapta | Anna Viahireva          | 13 martie 1995         | 1,62 m   | 3        | 7      | HC Astrahanocika  |
| 17  | Inter stânga    | Vladlena Bobrovnikova   | 24 octombrie 1987      | 1,80 m   | 0        | 0      | Rostov-Don        |
| 19  | Pivot           | Ksenia Makeeva          | 19 septembrie 1990     | 1,85 m   | 48       | 88     | Rostov-Don        |
| 22  | Extremă stânga  | Ekaterina Marenikova    | 29 aprilie 1982        | 1,79 m   | 90       | 218    | Zvezda Zvenigorod |
| 24  | Inter dreapta   | Irina Bliznova          | 6 octombrie 1986       | 1,82 m   | 109      | 298    | Lada Togliatti    |
| 25  | Extremă dreapta | Olga Cernoivanenko      | 17 aprilie 1989        | 1,75 m   | 76       | 161    | ŽRK Vardar        |
| 33  | Centru          | Ekaterina Ilina         | 7 martie 1991          | 1,75 m   | 27       | 40     | Rostov-Don        |
| 81  | Extremă dreapta | Ekaterina Atkova R      | 20 aprilie 1985        | 1,70 m   | 0        | 0      | KSK Luci Moscova  |
| 84  | Portar          | Tatiana Erohina         | 7 septembrie 1984      | 1,85 m   | 0        | 0      | Lada Togliatti    |
| 99  | Inter dreapta   | Tatiana Hmirova         | 6 februarie 1990       | 1,78 m   | 58       | 182    | ŽRK Vardar        |

R Handbaliste retrase de la echipă în perioada competiției;

### Spania
O echipă de 18 de jucătoare a fost anunțată pe 12 noiembrie 2015. Echipa finală a fost făcută publică pe 1 decembrie 2015 și a cuprins 16 handbaliste.
Antrenor principal: Jorge Dueñas
Antrenor secund: Manuel Etayo Ortigosa
| Nr. | Post            | Nume                 | Data nașterii (vârsta) | Înălțime | Selecții | Goluri | Echipă                    |
| --- | --------------- | -------------------- | ---------------------- | -------- | -------- | ------ | ------------------------- |
| 2   | Extremă dreapta | Marta López          | 4 februarie 1990       | 1,68 m   | 67       | 140    | Fleury Loiret HB          |
| 4   | Extremă dreapta | Carmen Martín        | 29 mai 1988            | 1,72 m   | 158      | 528    | CSM București             |
| 5   | Pivot           | Maria Núñez          | 27 noiembrie 1988      | 1,70 m   | 31       | 15     | ESBM Handball de Besançon |
| 6   | Inter stânga    | Nely Carla Alberto   | 2 iulie 1983           | 1,79 m   | 105      | 296    | UB Mios Biganos           |
| 9   | Inter dreapta   | Marta Mangué         | 23 aprilie 1983        | 1,70 m   | 271      | 978    | Fleury Loiret HB          |
| 10  | Centru          | Macarena Aguilar     | 12 martie 1985         | 1,70 m   | 202      | 557    | Győri Audi ETO KC         |
| 12  | Portar          | Silvia Navarro       | 20 martie 1979         | 1,69 m   | 128      | 2      | BM Remudas                |
| 14  | Pivot           | Elisabeth Chávez     | 17 noiembrie 1990      | 1,92 m   | 138      | 77     | Fleury Loiret HB          |
| 17  | Extremă stânga  | Elisabeth Pinedo     | 13 mai 1981            | 1,75 m   | 178      | 393    | BM Bera Bera              |
| 25  | Inter stânga    | Nerea Pena           | 13 decembrie 1989      | 1,75 m   | 85       | 246    | Ferencvárosi TC           |
| 27  | Inter stânga    | Lara González Ortega | 22 februarie 1992      | 1,84 m   | 38       | 50     | Siófok KC                 |
| 30  | Pivot           | Patricia Elorza      | 8 aprilie 1984         | 1,80 m   | 106      | 67     | ESBM Handball de Besançon |
| 35  | Extremă stânga  | Naiara Egozkue       | 21 octombrie 1983      | 1,73 m   | 46       | 63     | Mecalia Guardes           |
| 44  | Pivot           | Ainhoa Hernández     | 27 aprilie 1994        | 1,80 m   | 13       | 10     | BM Zuazo                  |
| 48  | Portar          | Darly de Paula       | 25 august 1982         | 1,78 m   | 7        | 0      | Fleury Loiret HB          |
| 86  | Inter stânga    | Alexandrina Barbosa  | 5 mai 1986             | 1,75 m   | 52       | 256    | Fleury Loiret HB          |